# Hedwig von Beit
Hedwig von Beit, verh. von Roques (geb. Beit von Speyer, * 17. August 1896 in Frankfurt am Main; † 16. Oktober 1973) war eine deutsche Erzählforscherin und Privatgelehrte.

## Leben
Mit ihrem 1952 erschienenen, umfangreichen Buch Symbolik des Märchens wurde Hedwig von Beit bekannt. Darin interpretiert sie eine Vielzahl von Märchen, v. a. aus Grimms Märchen und Die Märchen der Weltliteratur vergleichend unter Einbeziehung vieler Parallelerzählungen und verschiedener Glaubensvorstellungen. Psychologische Interpretationen wurden von Marie-Louise von Franz beigesteuert und basieren auf der Lehre Carl Gustav Jungs: Die Märchenfiguren werden als Archetypen und psychische Funktionen gedeutet. Kritiker bemängelten die starre Übersetzung in Jung’sche Formeln oder eine zu unbeschwerte Herstellung von Bezügen zu willkürliche gewähltem Vergleichsmaterial. Trotzdem darf das Werk laut Max Lüthi „als großer Wurf bezeichnet werden“. Dass Märchen intrapsychisches Geschehen ausdrücken, sei „bis zur Evidenz wahrscheinlich gemacht“.
Hedwig von Beit starb 1973 im Alter von 77 Jahren. Sie war früher verheiratet mit dem Arzt Kurt Rüdiger von Roques (1890–1966).

## Werk (Auswahl)
- Symbolik des Märchens

1. Versuch einer Deutung. 7. Aufl. Francke Verlag, Bern 1986, ISBN 3-317-01171-8 (EA 1952).
2. Gegensatz und Erneuerung im Märchen. 6. Aufl. 1997, ISBN 3-7720-1392-9 (EA 1956).
3. Registerband. 6. Aufl. 1997, ISBN 3-7720-1393-7 (EA 1957).

- Das Märchen. Sein Ort in der geistigen Entwicklung Francke Verlag, Bern 1965.